# سیوینگتون سنت مایکل
سیوینگتون سنت مایکل (به انگلیسی: Seavington St Michael) یک روستا و محله مدنی در بریتانیا است که در سامرست جنوبی واقع شده‌است. سیوینگتون سنت مایکل ۱۲۷ نفر جمعیت دارد.